# Majáles

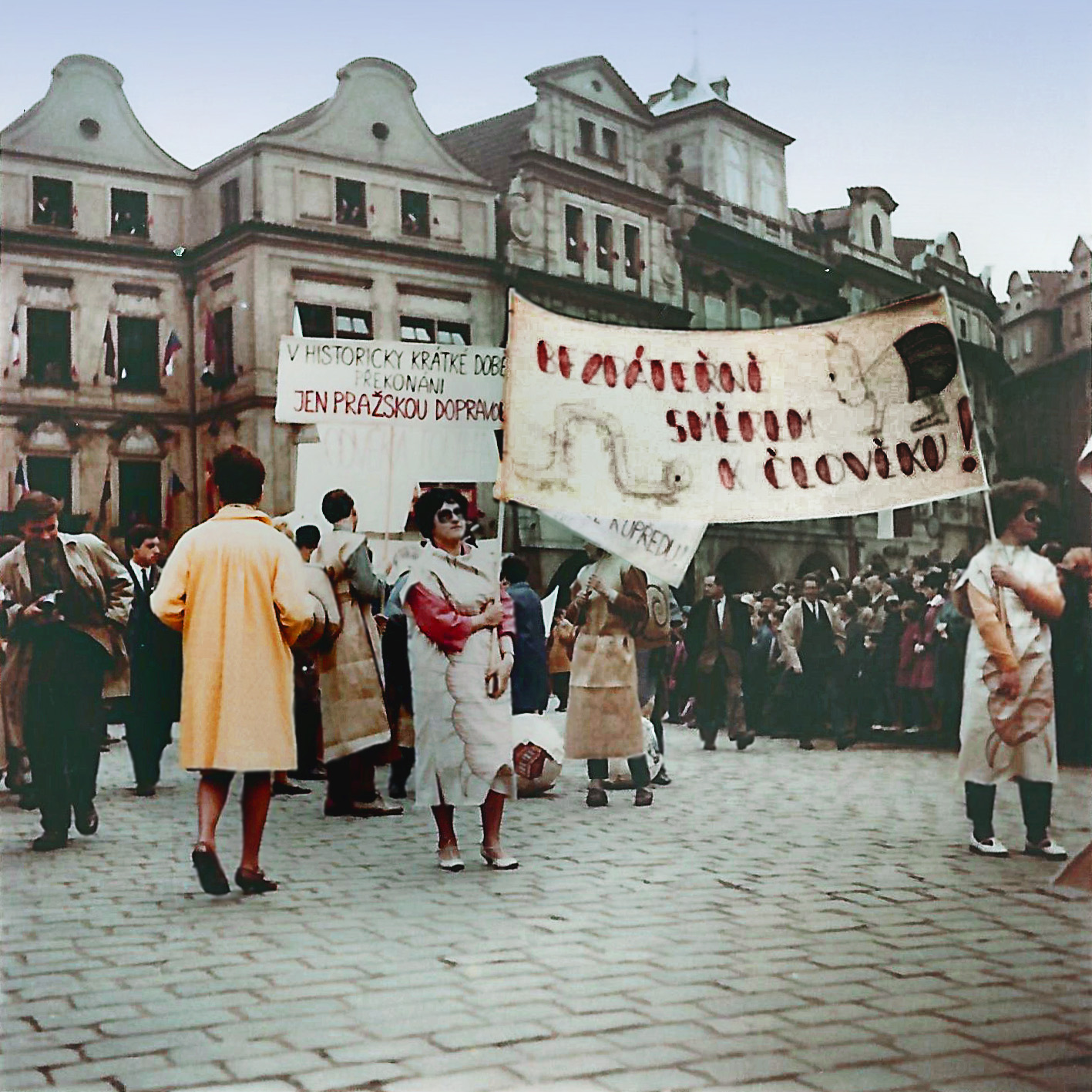
Majáles-Zug 1965 in Prag

Majáles ist in Tschechien ein traditionsreiches Studentenfest, das im Mai gefeiert wird. In der Vergangenheit trug es häufig deutliche Zeichen des Aufbegehrens der Obrigkeit gegenüber. Das Fest wie auch die Umzüge fanden in der Regel in mehreren Städten statt.

## Bedeutung
Majáles, abgeleitet von lateinisch maius (Mai), wird in Tschechien, beziehungsweise früher in Böhmen, durch Jugendliche in zweierlei Hinsicht gefeiert. Zum einen gilt der Monat Mai als der Monat der Liebe, und beispielsweise war es in Prag Tradition, dass sich Verliebte am 1. Mai abends am Berg Petřín beim Denkmal des romantischen Dichters des beginnenden 19. Jahrhunderts Karel Hynek Mácha trafen, der mit seinem Hauptwerk Máj ein bekanntes Gedicht über die Liebe geschrieben hat. Zum zweiten ist es dann Tradition des Majáles-Festes, dass – am 1. Mai oder an einem der folgenden Mai-Wochenenden – Studenten in den Städten herumziehen. Verschiedene Elemente der Aktionskunst (im tschechischen "recese", am ehesten mit Happening zu übersetzen) gehörten ebenso dazu wie auch Kritik an der staatlichen Macht.

## Geschichte
Die erste Erwähnung von Majáles als eine studentische Veranstaltung liefert der tschechische Schriftsteller Alois Jirásek in seiner historischen Novelle Filosofská historie (1878). Er beschreibt dort den Majáles von 1847 in Litomyšl, der trotz eines Verbotes stattfand. Neben ausgelassenen Feierlichkeiten standen Losungen des Patriotismus und des Kampfes gegen die Germanisierung im Vordergrund und waren damals in intellektuellen Kreisen des von den Habsburgern beherrschten Böhmens typisch. Jirásek interpretiert die Majálesfeste als antiklerikale, patriotische, durch das Freidenkertum beeinflusste Aktionen, die sich gegen die Germanisierung und, aus der Natur der Sache, gegen die Habsburger Obrigkeit richteten. Die den Majálesfest traditionell begleitenden Umzüge durch die Stadt fanden zuletzt 1948 statt, das kommunistische Regime hat sie danach längere Zeit nicht genehmigt.

### Majáles 1956
Eine Wende in der Geschichte des Majáles spielte das Jahr 1956, in dem die Majáles-Tradition wiederbelebt wurde. Nur einige Monate nach dem XX. Parteitag der KPdSU im Februar 1956, auf dem Nikita Chruschtschow die stalinistischen Verbrechen zumindest enthüllte, genehmigten die verunsicherten Behörden die studentische Veranstaltung, die von Československý svaz mládeže (ČSM), der Jugendorganisation der KPTsch beantragt wurde. Kurz davor unterstützte die kommunistische Jugendorganisation sogar eine Petition von Studenten der Fakultät für Mathematik und Physik der Karlsuniversität von April 1956, die einige hochgradige Forderungen aufstellten: die Störungen ausländischer Sender (hier war insbesondere Radio Freies Europa gemeint) muss eingestellt werden, ausländische Literatur sollte zugänglich d. h. importiert werden können, der Prozess mit Verurteilten wie Rudolf Slánský sollte revidiert werden, politische Häftlinge sollten amnestiert werden.
Die Genehmigung des Majálesfestes wurde an einige Auflagen gebunden, unter anderem sollten die Stipendien für Mai erst nach dem Fest ausbezahlt werden, um Alkoholexzesse zu minimieren. Das Innenministerium versetzte ein Drittel aller Sicherheitskräfte in Prag in Alarmbereitschaft. Die vorgegebenen Parolen wurden missachtet und die Studenten skandierten eigene. Die Demonstration, die auf etwa 100.000 Teilnehmer anwuchs, konnte nur mit Mühe durch die Polizei zum Ziel des Marsches, dem Denkmal von Mácha, dirigiert werden.
Im Vorfeld des Majálesfestes in Prag, das am 19. Mai 1956 stattfand, haben zwei Ereignisse die Aufmerksamkeit der Sicherheitsbehörden auf sich gezogen. Bereits am 12. Mai 1956 fand ein Majálesfest in Bratislava mit mehreren Tausend Studenten statt, wo es zu Konflikten mit der Polizei kam. Zwei Tage später informierte der Innenminister Rudolf Barák das Politbüro der Partei über "Provokationen" in Bratislava und drei Tage später gab er den geheimen Befehl, wonach ein Drittel aller Sicherheitskräfte des Innenministeriums in Prag in der Zeit von 19. bis 21. Mai 1956 in Alarmbereitschaft versetzt werden sollten.
Bereits einige Tage vor dem Prager Majáles wurden einige Flugblätter  und auch Briefe an Parteigremien durch die Sicherheitsbehörden abgefangen, wo verschiedene Forderungen der Studenten und ihre Resolutionen aufgeführt wurden. Die Empfänger wurden aufgefordert, die Texte zu kopieren und weiter zu verbreiten. Man sprach über reaktionäre Elemente. Sie wurden nicht nur in Prag, sondern teilweise massenhaft in allen Bezirken gefunden. Untersuchungen ergaben, wer hinter der Flugblattaktion steckt. Als Hauptorganisator der Aktion wurde schließlich Jaroslav Hájíček ausgemacht. Wie sich herausstellte, handelte es sich um den Widerstandskämpfer und Oberst des Generalstabes der Armee. Er und seine Mitarbeiter wurden angeklagt und zu Haftstrafen verurteilt.

### Majáles in den 1960er Jahren
Nach den für die kommunistische Partei unerwartet negativen Begleiterscheinungen des Majáles 1956 wurden zuerst keine Feste dieser Art genehmigt, dennoch trafen sich Studenten und Jugendliche wie 1962 regelmäßig am 1. Mai abends am Denkmal von Mácha am Berg Petřín. Hier trafen sich etwa ein Tausend Jugendliche, deren Tun durch die Behörden mit den "Provokationen" von 1956 verglichen wurde. Es gab auch Versuche, Umzüge in der Prager Innenstadt durchzuführen, welche den Charakter einer Demonstration aufwiesen. Die Sicherheitsbehörden begleiteten diese Umzüge, die Teilnehmer wurden teilweise aus den Hochschulen entlassen (17 Personen, bei 10 Personen wurde das Studium für ein Jahr unterbrochen), einige wurden in politischen Prozessen verurteilt (alleine in Prag 1 waren es elf Jugendliche). Ein Jahr später, 1963, veranlasste die Führung der kommunistischen Partei die Bereitschaft nicht nur für die Sicherheitskräfte, sondern auch für die Funktionäre der Jugendorganisation ČSM. Diese hat zu einem Abend in einem Fest in einem ganz anderen Teil von Prag geladen, wo auch diverse Rockgruppen auftreten sollten. Dennoch trafen sich am Abend etwa 1500 Jugendliche am Berg Petřín – mit folgenden Verhaftungen von ca. 35 Personen.

### Majáles 1965

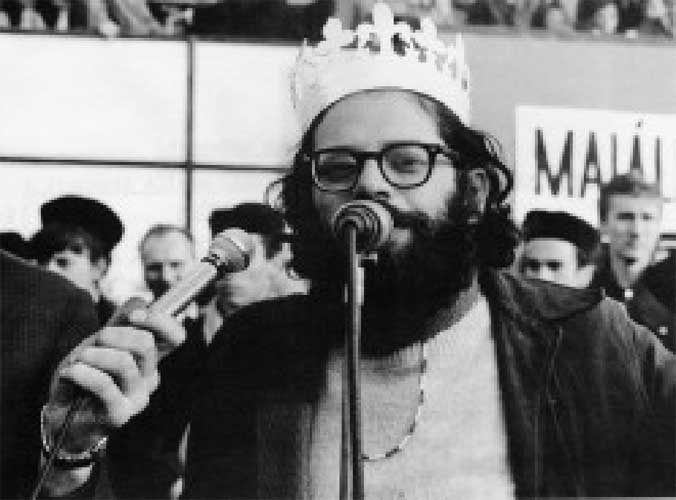
Allen Ginsberg, König des Majáles 1965 in Prag

Am 18. Februar 1965 landete in Prag der aus Kuba ausgewiesene Beatnik Allen Ginsberg, der in den folgenden Monaten vor allem in Prager Jazzlokalen Anschluss an die damalige intellektuelle Schicht des Landes bekam und selber unter anderem in der Literatur- und Jazzweinstube Viola auftrat. Zwar wollte er im Mai Prag verlassen, doch wurde er durch eine studentische Abordnung davon abgehalten, weil er für die Majáles-Festlichkeiten des Jahres für die Wahl des Majáles-Königs vorgesehen wurde. Ginsberg nahm an und wurde gewählt. Der Majáleszug dauerte anderthalb Stunden und es wohnten ihm 150.000 Zuschauer bei. Etwa 85 Personen wurden vorläufig festgenommen (einige von ihnen später verurteilt). Ginsberg wurde umgehend wegen Alkoholismus, Narkomanie, Unruhestiftung und Propagierung der Homosexualität verhaftet und innerhalb von zwei Tagen aus der Tschechoslowakei ausgewiesen.
Bei dem Majáleszug 1966, der ebenfalls von starken Polizeikräften bewacht wurde, kam es zu zahlreichen Verhaftungen. Bei der Personalüberprüfung stellten überraschte Organe fest, dass es sich bei insgesamt 55 der Verhafteten um Studenten aus Familien hoher Parteifunktionäre handelte.

## Gegenwart
In den 1970ern, insbesondere dann in den 1980er Jahren verflachte die rebellische Tradition, der Schwerpunkt verlagerte sich langsam in Richtung Konzerte. Dies gilt auch für die Zeit nach 1989. Das nonkonforme Denken und die kritische Betrachtung der gesellschaftlichen Lage traten offenbar in den Hintergrund, Konzerte, Umtrunk und lustige Prozessionen sowie häufig ein mehrtägiges Festival gewannen die Oberhand. "...von Alois Jirásek bis zu Allen Ginsberg war dem Majáles eine spontane politische Tradition inhärent. Warum wird diese von den heutigen Studenten nicht weitergeführt?" – fragt Zbyněk Petráček in Lidové noviny. Und Bohumil Kartous antwortet in den renommierten Britské listy: "Der studentische Majáles, früher die Gelegenheit, sich gegen das Establishment zu stellen und zahlreiche intellektuell progressive Visionen kundzutun, degradierte zu einer Marketingangelegenheit, nicht unähnlich den industriell organisierten Musikfestivals...", und erinnert dabei auch an die Worte des Rektors der Masaryk-Universität Mikuláš Bek, der in einem Interview die heutigen tschechischen Studenten im Vergleich zu den westlichen als "konfliktscheu" und "konform" bezeichnete.